# Катастрофа Learjet 45 в Мехико
Катастрофа Learjet 45 в Мехико — авиационная катастрофа, произошедшая 4 ноября 2008 года. Частный самолёт Learjet 45 МВД Мексики выполнял внутренний рейс по маршруту Сан-Луис-Потоси—Мехико, но при посадке внезапно перешёл в пикирование и рухнул на проспект в финансовом районе Мехико. В катастрофе погибли 16 человек — все 9 человек на борту самолёта (6 пассажиров и 3 члена экипажа) и 7 человек на земле.

## Самолёт
Learjet 45 (регистрационный номер XC-VMC, серийный 45-028) был выпущен в октябре 2000 года. 11 ноября того же года с бортовым номером HB-VMC был передан лизинговой компании TAG Aeroleasing AG. 6 февраля 2004 года был приобретён Министерством внутренних дел Мексики. Оснащён двумя турбовентиляторными двигателями Garrett TFE731-20AR-1B. На день катастрофы совершил 2215 циклов «взлёт-посадка» и налетал 2486 часов.

## Экипаж и пассажиры
Состав экипажа борта XC-VMC был таким:
- Командир воздушного судна (КВС) — 39-летний Мартин Олива (исп. Martín Olíva). Управлял самолётами Cessna 550, Cessna 560, Falcon 50, Learjet 29 и Learjet 31. Налетал 4422 часа, 82 из них на Learjet 45.
- Второй пилот — 58-летний Альваро Санчез (исп. Álvaro Sánchez). Управлял самолётами TC-690 и −840, Learjet 29 и Learjet 31. Налетал 11 809 часов, 57 из них на Learjet 45.
- Стюардесса — 24-летняя Жизель Каррильо (исп. Gisel Carrillo). Налетала 450 часов, все на Learjet 45.

На борту самолёта находились 6 пассажиров:
- Хуан Камило Моуриньо[англ.] (исп. Juan Camilo Mouriño), министр внутренних дел Мексики.
- Хосе Луис Сантьяго Васконселос[англ.] (исп. José Luis Santiago Vasconcelos), бывший помощник генерального прокурора и руководитель федерального федерального технического секретариата по осуществлению последних конституционных реформ в области уголовного правосудия и общественной безопасности.
- Мигель Монтеррубио (исп. Miguel Monterrubio), генеральный директор по социальным коммуникациям.
- Аркадио Эчеверрия (исп. Arcadio Echeverría), координатор специальных мероприятий.
- Норма Диаз (исп. Norma Díaz), директор департамента коммуникаций.
- Хулио Рамирез (исп. Julio Ramírez), помощник начальника секретариата правительства.

## Катастрофа
Learjet 45 борт XC-VMC вылетел из аэропорта Сан-Луис-Потоси в 18:04 CDT. Полёт прошёл без происшествий.
При заходе на посадку борт XC-VMC следовал за авиалайнером Boeing 767-300 авиакомпании Mexicana (рейс MX1692 Буэнос-Айрес—Мехико). Но в 18:46 CDT борт XC-VMC неожиданно потерял управление, сделал неуправляемую бочку, перевернулся, и перейдя в пикирование, рухнул на проспект Пасео де ла Реформа в финансовом районе Мехико. После удара о землю самолёт пронёсся по ней несколько метров и полностью разрушился.
Погибли 16 человек — все 3 члена экипажа и 6 пассажиров борта XC-VMC, а также 7 человек на земле. Ещё 40 человек на земле получили ранения. В результате катастрофы сгорели около 30 автомобилей и газетный киоск, ещё несколько зданий получили повреждения.

## Реакция
Соболезнования семьям погибших выразил президент Мексики Фелипе Кальдерон.

## Расследование
Расследование причин катастрофы борта XC-VMC проводило Федеральное агентство гражданской авиации Мексики (AFAC).
Найденные на месте катастрофы бортовые самописцы были отправлены в США для расшифровки. Следователи также изучили записи с камер наружного видеонаблюдения, установленные на офисном здании «Omega Office Building».
Согласно окончательному отчёту расследования, опубликованному в ноябре 2009 года, экипаж борта XC-VMC в нарушение контрольной карты не снизил скорость перед посадкой и осуществлял резкое ступенчатое снижение. Learjet 45 оказался слишком близко к Boeing 767-300, в результате чего попал в его спутный след и потерял управление. Возникновению сильной спутной турбулентности способствовало практически полное безветрие в это время.
Также в ходе расследования выяснилось, что у обоих пилотов борта XC-VMC было мало опыта пилотирования Learjet 45, они не прошли переподготовки полетам на этом самолёте, а их летные сертификаты оказались поддельными.

## Культурные аспекты
Авиакатастрофа в Мехико показана в 14 сезоне канадского документального телесериала Расследования авиакатастроф в серии Трагедия в центре города.